# Noirs dans les camps nazis
Pour plus de détails, voir Fiche technique et Distribution.
Noirs dans les camps nazis est un documentaire français, réalisé en 1995 par le journaliste et écrivain martiniquais Serge Bilé, diffusé pour la première fois en 2001 sur la chaîne Histoire puis sorti au cinéma en 2005.
En parallèle, Serge Bilé a également écrit un ouvrage portant le même titre, édité en 2005.

## Synopsis
La déportation des Noirs dans les camps de concentration nazis est un fait méconnu. Pour des raisons variées (résistants, combattants ou victimes de rafles arbitraires), de nombreux Africains, Antillais ou Afro-Américains ont connu l'enfer des camps, à Dachau, Mauthausen ou Auschwitz, où ils étaient la cible d'humiliations multiples. Des témoignages de survivants, recueillis en Allemagne, en Belgique, en Espagne, en France et au Sénégal, mettent en lumière ce qu'ils ont vécu et rendent hommage à toutes ces victimes, dans le cadre du soixantième anniversaire de la libération des camps nazis.

## Fiche technique
- Réalisation : Serge Bilé
- Musique : Meiway
- Montage : Pape Diene et Ritchie Grabowski
- Photographie : Francis Huss, Jacques Massard, Thierry Masdeu, Belly Sy, Henning Jessel et Samy Chatti
- Production : Serge Bilé
- Société de distribution : Orisha Distribution (France, salles)
- Pays d'origine :  France
- Langue originale : français
- Format : couleur - 35 mm
- Durée : 52 minutes
- Dates de sortie :
  - France : août 2001 (première à la télévision) ; 13 avril 2005 (en salles)